# Yūji Tsukada
Yūji Tsukada (jap. 塚田雄二 Tsukada Yūji; ur. 28 grudnia 1957) – japoński piłkarz występujący na pozycji pomocnika.

## Kariera piłkarska
Od 1980 do 1989 roku występował w Kofu SC.

## Kariera trenerska
Po zakończeniu piłkarskiej kariery pracował jako trener w Ventforet Kōfu, Reprezentacja Japonii U-20 w piłce nożnej mężczyzn i Cerezo Osaka.